# فلیت، دورست
فلیت (به انگلیسی: Fleet) یک روستا و محله مدنی در بریتانیا است که در West Dorset واقع شده‌است. فلیت ۶۰ نفر جمعیت دارد.